# Трезвон
Трезвон — праздничный радостный звон в несколько колоколов в три приёма, один из самых распространённых в настоящее время типов церковного колокольного звона. Трезвон производится после благовеста перед началом других торжественных служб, а также при пении полиелея, при начале и окончании молебнов во время царских дней и храмовых праздников, при чтении Евангелия на Литургию в первый день Пасхи и во время крестного хода. Иногда трезвоном могут называть просто длительный праздничный звон.
В разговорном русском языке слово «трезвонить» означает «сообщать всем и каждому какую-либо новость».